# کشتارهای فوچا
کشتارهای فوچا (انگلیسی: Foča massacres) کشتارهایی بود که بین آوریل ۱۹۹۲ تا ژانویه ۱۹۹۴ در منطقه فوچا (شامل شهرهای گاکو و کالینویک) در بوسنی و هرزگوین و به‌دست نیروهای شبه‌نظامی و ارتش و پلیس صرب و علیه مسلمانان بوسنیایی انجام شد. تمامی بوسنیایی‌ها از این منطقه رانده شدند و ۲٬۷۰۴ نفر از فوچا در طی این کشتار کشته یا مفقود شدند.